# Interkommunal enhed (Frankrig)
En interkommunal enhed (fransk: intercommunalité) er i Frankrig en struktur for samarbejde mellem kommuner, med visse beføjelser overdraget til dette organ.

## Varianter
Der er flere navne for intercommunalité:
- syndicat de communes;
- communauté urbaine;
- communauté d'agglomération;
- communauté de communes;
- syndicat d'agglomération nouvelle (SAN), disse er ofte omdannet til en Communauté d'agglomération

## Eksterne links
- Portal fra Forsamlingen af franske kommuner (ADCF) Arkiveret 1. juni 2005 hos  Wayback Machine